# プロビデンス・スチームローラーズ
プロビデンス・スチームローラーズは、ロードアイランド州プロビデンスを拠点とするアメリカバスケットボール協会のチームであった。 2020年の時点で、スチームローラーズは、ロードアイランド州に拠点を置く最後のスポーツチームのままである。